# Roguy Méyé
Roguy Méyé (Makokou, 1986. október 7. –) válogatott gaboni labdarúgó. 

## Pályafutása

### Klubcsapatokban
Első csapatai a gaboni Afrique Du Sud és AS Mangasport voltak. Ebben az időszakban 2001-ben és 2005-ben gaboni bajnok és kupagyőztes, 2006-ban bajnok,  2002-ben és 2006-ban szuperkupa-győztes volt.
A 4–1-re megnyert 2006-os szuperkupa döntőben a libreville-i Téléstars ellen az ő 4. és 8. percben lőtt góljaival szerzett vezetést a csapata.
2007. március 6-án büntetőt hibázott az algériai JS Kabylie elleni CAF-bajnokok ligája mérkőzésen, de csapata így is 3-1-re győzött.
Utolsó afrikai idényében az akkor rajtoló bajnokságban vezette a góllövőlistát, miután az addig lejátszott 5 mérkőzésen 6 gólt szerzett. Ezzel a teljesítményével felhívta az európai játékosmegfigyelők figyelmét magára.
Magyarországon először a Debrecen gárdája tesztelte, de végül a Zalaegerszegi TE kötött vele 5 évre szóló szerződést 2007. július 5-én. Mahamadou Diawarával együtt ő a ZTE első igazolt színes bőrű játékosa.
A játékosnak ezt követően vízumgondjai voltak, így a bajnokság kezdetéig nem érkezett meg új együtteséhez.
Első mérkőzését 2007 augusztus 29-én játszotta, 2 góljával segítve új csapatát a 10–0-s győzelem elérésében a Bonyhád ellen a magyar kupa harmadik fordulójában. Az idényt végül összesen 20 góllal zárta, ezzel a csapat legeredményesebb játékosa volt. Góljai közül tizet a bajnokságban, kettőt a kupában, nyolcat pedig a ligakupában szerzett. A jó szereplése után újra behívták hazája válogatottjába, amelyben hosszabb idő után újra gólt szerzett a Ghána elleni világbajnoki selejtező mérkőzésen.
2009 januárjában a török Ankaraspor AS csapatához igazolt három és fél évre. Átigazolási díja körülbelül 890 000 font lehetett. Már az első bajnokin csereként nevezték a Kayserispor elleni mérkőzésre. Az Ankaraspor az első percben megszerezte a vezetést Mehmet Cakir révén, majd a 37.percben Hürriyet Gücer kétgólosra növelte az előnyüket.
A második félidőben bemutatkozott új csapatában Roguy, aki Madiou Konate-t váltotta a 65.percben. A 3–0-s végeredményt Neca állította be a 67. percben. 
2011-ben rövid időre visszatért a ZTE-hez, majd 2012 februárjában a DVSC-hez szerződött. Első gólját a DVSC színeiben 2012. március 6-án a Paks elleni hazai Ligakupa mérkőzésen (1–1) szerezte.
2014-ben hazatért hazájába és az US Bitam játékosa lett. Ezt követően az amatőr, francia negyedosztályú SR Colmar, majd a Holtzwihr Wickerschwihr alkalmazásába került.

### A válogatottban
2009. március 28-án újabb gólt szerzett a Marokkó ellen 2–1-re megnyert világbajnoki-selejtező mérkőzésen.
2010. január 13-án gólpasszt adott a 2010-es afrikai nemzetek kupája során játszott Kamerun elleni mérkőzésen Daniel Cousinnek, így nagy szerepet vállalt csapata 1-0-s győzelmében. Játszott a másik két  csoportmérkőzésen is, gólt nem szerzett, 151 percet töltött a játéktéren.

## Statisztika

### Góljai a gaboni válogatottban
| #  | Dátum               | Ellenfél          | Eredmény | Kiírás                            | Esemény |
| -- | ------------------- | ----------------- | -------- | --------------------------------- | ------- |
| 1. | 2007. június 16.    | Madagaszkár       | 2 – 0    | Afrikai nemzetek kupája selejtező | 90'     |
| 2. | 2008. június 14.    | Ghána             | 2 – 0    | Vb-selejtező                      | 45+1'   |
| 3. | 2008. augusztus 19. | Mali              | 1 – 0    | barátságos mérkőzés               | 30'     |
| 4. | 2008. szeptember 7. | Lesotho           | 3 – 0    | Vb-selejtező                      | 72'     |
| 5. | 2009. március 28.   | Marokkó           | 2 – 1    | Vb-selejtező                      | 45'     |
| 6. | 2009. június 6.     | Togo              | 3 – 0    | Vb-selejtező                      | 67'     |
| 7. | 2011. október 7.    | Egyenlítői-Guinea | 2 – 0    | barátságos mérkőzés               | 43'     |